# 剑川县
剑川县（白文：yit-dut，IPA：[ʑi31 tu31]）是中国云南省大理白族自治州下辖的一个县。剑川县位于云南省西北部，大理白族自治州北部。全县面积2238平方千米，2020年总人口16.05万人，县人民政府驻金华镇。白族占总人口的89.25%。剑川县地处“三江并流”老君山片区腹地，地貌形态多样，有着丰富多彩的自然景观和人文景观，2023年3月列入国家历史文化名城。

## 历史
剑川县的剑湖出水口处发现有“海门口遗址”，距今已有3000多年，是云南青铜文化的发源地。
剑川县在西汉时属益州郡，后属云南郡，东汉改属永昌郡。唐六诏时称“矣罗识诏”，后又称“剑浪诏”。南诏时置“剑川节度”。宋大理国时期沿六诏时之旧制。元置“义督千户”，元朝至元十一年（1274年）改设“剑川县”。元未改为“剑川州”，隶属于鹤庆路。明朝洪武十五年（1382年）改为“剑川州”，隶属鹤庆府。清乾隆三十五年（1770年）改属丽江府。民国二年（1913年）再次改为“剑川县”。1949年4月2日，中共滇西工委成功地在剑川举行武装暴动，打响了解放滇西北的第一枪。中华人民共和国成立初期，隶属丽江专区。于1956年重新划归大理白族自治州。

## 地理

### 位置面积
剑川县地处云南省西北部，大理白族自治州北部边缘，位于大理、丽江、迪庆、怒江四地州结合部。剑川县东与鹤庆县毗邻，南和洱源县接壤，西跟怒江傈僳族自治州兰坪县交界，北同丽江市玉龙县相连。剑川县位于东经99°33'－100°33'，北纬26°12'－26°42'之间，东西横距58公里，南北纵长55公里，总面积2,250平方千米。

### 地形地貌
剑川县最高点是雪斑山主峰，海拔4,295米，最低点为沙溪米子坪，海拔1,973米，县城海拔2,195米。

### 气候
剑川县属于南温带季风气候。年平均降水量572.7毫米，年平均气温13.1℃，年平均日照时数2562.1小时，年平均霜期57天。
| 剑川县气象数据（1981−2010）  | 剑川县气象数据（1981−2010） | 剑川县气象数据（1981−2010） | 剑川县气象数据（1981−2010） | 剑川县气象数据（1981−2010） | 剑川县气象数据（1981−2010） | 剑川县气象数据（1981−2010） | 剑川县气象数据（1981−2010） | 剑川县气象数据（1981−2010） | 剑川县气象数据（1981−2010） | 剑川县气象数据（1981−2010） | 剑川县气象数据（1981−2010） | 剑川县气象数据（1981−2010） | 剑川县气象数据（1981−2010） |
| 月份                         | 1月                         | 2月                         | 3月                         | 4月                         | 5月                         | 6月                         | 7月                         | 8月                         | 9月                         | 10月                        | 11月                        | 12月                        | 全年                        |
| ---------------------------- | --------------------------- | --------------------------- | --------------------------- | --------------------------- | --------------------------- | --------------------------- | --------------------------- | --------------------------- | --------------------------- | --------------------------- | --------------------------- | --------------------------- | --------------------------- |
| 历史最高温 °C（°F）          | 24.7 (76.5)                 | 24.0 (75.2)                 | 27.2 (81.0)                 | 29.4 (84.9)                 | 31.4 (88.5)                 | 32.5 (90.5)                 | 31.1 (88.0)                 | 29.6 (85.3)                 | 29.0 (84.2)                 | 26.5 (79.7)                 | 24.1 (75.4)                 | 22.2 (72.0)                 | 32.5 (90.5)                 |
| 平均高温 °C（°F）            | 15.5 (59.9)                 | 16.8 (62.2)                 | 19.0 (66.2)                 | 21.3 (70.3)                 | 24.2 (75.6)                 | 24.7 (76.5)                 | 23.9 (75.0)                 | 24.1 (75.4)                 | 23.1 (73.6)                 | 21.5 (70.7)                 | 18.0 (64.4)                 | 15.8 (60.4)                 | 20.7 (69.2)                 |
| 日均气温 °C（°F）            | 5.0 (41.0)                  | 6.7 (44.1)                  | 9.6 (49.3)                  | 12.5 (54.5)                 | 16.4 (61.5)                 | 19.2 (66.6)                 | 18.9 (66.0)                 | 18.3 (64.9)                 | 16.7 (62.1)                 | 13.5 (56.3)                 | 8.9 (48.0)                  | 5.5 (41.9)                  | 12.6 (54.7)                 |
| 平均低温 °C（°F）            | −2.9 (26.8)                 | −1.2 (29.8)                 | 1.8 (35.2)                  | 4.9 (40.8)                  | 9.6 (49.3)                  | 14.9 (58.8)                 | 15.6 (60.1)                 | 14.8 (58.6)                 | 13.1 (55.6)                 | 8.5 (47.3)                  | 2.4 (36.3)                  | −1.8 (28.8)                 | 6.6 (44.0)                  |
| 历史最低温 °C（°F）          | −8.7 (16.3)                 | −8.4 (16.9)                 | −5.2 (22.6)                 | −1.1 (30.0)                 | 1.1 (34.0)                  | 7.2 (45.0)                  | 9.4 (48.9)                  | 7.7 (45.9)                  | 3.5 (38.3)                  | 0.0 (32.0)                  | −4.3 (24.3)                 | −7.6 (18.3)                 | −8.7 (16.3)                 |
| 平均降水量 mm（）            | 5.5 (0.22)                  | 8.5 (0.33)                  | 17.7 (0.70)                 | 17.7 (0.70)                 | 53.1 (2.09)                 | 111.0 (4.37)                | 184.5 (7.26)                | 155.3 (6.11)                | 113.4 (4.46)                | 60.6 (2.39)                 | 16.9 (0.67)                 | 4.9 (0.19)                  | 749.1 (29.49)               |
| 平均相對濕度（％）           | 58                          | 56                          | 57                          | 62                          | 65                          | 74                          | 82                          | 83                          | 83                          | 78                          | 71                          | 65                          | 70                          |
| 来源：中国气象局气象数据中心 |                             |                             |                             |                             |                             |                             |                             |                             |                             |                             |                             |                             |                             |

## 行政区划
剑川县下辖5个镇、3个乡：
金华镇、老君山镇、甸南镇、沙溪镇、马登镇、羊岑乡、弥沙乡和象图乡。

## 经济
剑川县的经济以农业生产为主，畜牧业生产条件优越。民间有很多木雕手工艺人，组成合作组织经营木雕制品。
2022年，剑川县生产总值达68.49亿元，按可比价格计算，比上年增长2.1%。其中第一产业增加值13.67亿元，增长4.5%；第二产业增加值21.99亿元，增长0.7%；第三产业增加值32.83亿元，增长2.0%。三次产业结构为20∶32.1∶47.9。人均生产总值43,088元。城乡常住居民人均可支配收入分别为38,398元、12,564元。职工年平均工资117,459元。地方一般公共预算收入2.88亿元，人均1,813元。地方一般公共预算支出20.63亿元，人均12,980元。

### 农业
农作物种植常规的有水稻、玉米、大麦、小麦、蚕豆、马铃薯等。水果种植有梨、苹果、李、杏、梅、木瓜、桃、柿子等。干果种植有核桃、板栗、花椒等。野生菌类、中草药资源也很丰富。
兰花养殖历史悠久，以大雪素、小雪素为传统名花。

### 木雕产业
木雕是剑川传统手工业，在云南各地有一定名气。坊间有“丽江粑粑，鹤庆酒，剑川木匠天下走”的顺口溜流传。
木雕产品主要分为两大种类，第一是房屋建筑类，主要有白族民居中深受喜爱的格子门和斗拱翘角的各式楼、台、亭、阁、榭等。格子门多为浮雕，图案有花、鸟、虫、鱼、龙、凤、狮、象等。第二是家具类，主要包括桌、椅、茶几、屏风、衣柜等，其中用青皮木为原材料制作而成的云木大理石家具，堪称家具中之上品。剑川的木雕艺术品曾作为外交礼品赠送国际友人。

## 人口
2020年第七次人口普查结果，剑川县总人口（常住人口）共有160,471人，城镇人口48,528人（占30.24%），乡村人口111,943人（占69.76%）。共有男性81,412人、女性79,059人，性别比为102.98。0—14岁人口共28,355人（占17.67%），15—59岁人口共105,272人（占65.60%），60岁及以上人口共26,844人（占16.73%），其中65岁及以上人口共19,930人（占12.42%）。大学专科学历及以上人口有13,973人，15岁以上的文盲有5,527人，占15岁以上人口的4.18%。2020年末统计，剑川县户籍人口共有57,582万户、184,874人。

### 民族
剑川县境内有白族，汉族，彝族、傈僳族、回族、纳西族6个世居民族，共15种少数民族成分。2020年末，全县有少数民族177,706人，占总人口的96.12%，其中白族165,001人，占总人口的89.25%。

## 文化

### 文化
- 本主文化，白族中存在本土宗教“本主”教，每年举行迎本主的仪式活动。
- 阿吒力，佛教密宗“阿吒力”派在白族地区影响比较大，“阿吒力”为梵语音，意即“智者”，“师者”，是阿吒力经典、文化艺术的传承者。剑川“阿吒力”科仪在外地早已失传，为举世独有的佛教文化。
- 民间音乐有白曲、本子曲、吹吹腔，东山打歌、石龙霸王鞭、阿吒力佛腔、道腔及洞经音乐等。
- 民间工艺有剑川木雕、石雕、壁画、布扎、画毡、土陶等。

### 服饰
剑川坝区一部分地方的妇女所着服饰比较独特，不同于传统意义上的以红色和白色为基色白族金花服饰，头上缠黑色包头（白语：se jil），上衣（白语：bit jial），围裙（白语：beix jit），颜色以藏蓝色和黑色为主。根据云南大学中文系教授段炳昌考证，这些白族服饰跟北方草原的蒙古族有关联。“比袈（白语：bit jial）”一词即源于蒙语，这也可以跟蒙古人在云南元朝以后的存在相对应。

### 语言
境内日常使用白语（中部方言），通行汉语（主要是西南官话滇西次方言）。局部使用彝语北部方言和西部方言、纳西语，以及傈僳语。境内普遍存在双语人口（主要是白语和汉语）。三语、多语者也有一定数量。

### 风俗
- 婚俗。第一天的任务女方嫁女儿，女方办酒席，等男方来接新娘子，男方则是娶媳妇，去女方家接新娘子回来，过桥的时候要背过去，晚上有亲朋好友参加的“坐座席”仪式，最后新人入洞房。第二天是双方的会亲客（谢亲宴），酒席增加为4盘8碗。
- 丧俗。吊唁，尸殓，请客，出殡，哭丧，棺材过桥时，长子卧于桥上，从上抬过。70岁之下过世之人，对联为白底黑字，70至80岁内过世之人，对联为绿底（或者黄底）黑字。80岁之上过世之人，对联为红底金字。
- 八大碗（土八碗）。是白族人请客宴席的标准配置，一般是鸡、鱼、排骨、酥肉、红曲肉、粉丝、芸豆、腊味，分别用芋头、酸淹菜、百合、干瓜丝等垫底的八大碗菜。会亲宴增加4个盘，所谓四盘八碗，炒瘦肉，鸭蛋，羊乳扇，腊肉拼盘。

### 节庆活动
剑川县的民族节日较多。特有的民族节日有“石宝山歌会”、万人对唱的“白曲”已载入国际民歌歌目，被誉为“白族歌城”。此外还有白族妇女独有的正月十五“青姑娘”节，传统的本主会、绕海会、火把节、梨花会、栽秧会等。此外也过汉族传统的春节（gop zil wan），元宵节，端午，中秋（bia wan zaip ngvx），冬至（dvl dvl zeip）。

## 社会事业

### 教育
截止2020年底，剑川县有普通高级中学3所（含剑川县第一中学、剑川县民族中学及1所民办高中），在校生3,530人；初级中学10所，在校生5,787人；小学103所，小学教学点54个，在校生12,618人；幼儿园102所，在园幼儿4,818人；职业高级中学1所，在校生816人；教师进修学校1所。
全县于1996年基本普及六年义务教育，1998年基本扫除青壮年文盲，2000年基本普及九年义务教育。

## 交通
- 大丽高速、 214国道过境。

## 旅游资源
- 石宝山风景区。石宝山属老君山系。其自然风光绮丽迷人、峰峦叠嶂，谷幽泉美，密林掩遮，古寺深藏，更有堪与敦煌、云岗、龙门、大足等古代石窟媲美的石雕瑰宝石钟山石窟。1982年被国务院列为全国第一批重点风景名胜区。主要景点有海云居，被誉为南方“悬空寺”的宝相寺，金顶寺。明嘉靖年间，著名学者杨升庵与白族学者李元阳曾同游石宝山，于石窟之中写下诗篇。

- 石钟山石窟。现共存17窟，造像139躯。内容有4类：一是佛、菩萨、观音、天王、明王、力士等；二是南诏王及其侍从；三是古代外国人像；四是女性生殖器崇拜石刻。它集中展示了南诏大理国时期社会历史及文化艺术的各个方面，也充分展现了古代白族人民高度的文化素养和高超的石雕工艺水平。1998年4月，金庸先生应邀来大理观光，慕名专程来到剑川游览石钟山石窟，并挥毫题字“南天瑰宝”。

- 金华山位于县城西南1公里，林木葱郁，曲径幽深，古寺壮观，景物宜人。山顶文风塔高耸云端，气象万千。沿途胜迹众多，有省级重点文物保护单位宋代石雕天王像（俗称石将军），道教寺观金华古寺等。大旅行家徐霞客曾两度登临。

- 剑湖风景区。剑湖为高原构造断陷淡水湖，是云南28个高原湖泊之一。水色清幽，湖水纯净，无污染。主要游览点有甸南狮河白族木雕村，浏览桑岭梨园、东山寺、大黑天神本主庙等。

- 剑川古城（位于县城金华镇）。剑川古城所在地历史久远，曾出土西汉五铢钱。古城始建于明洪武二十三年（1390年），已有600多年的历史。至今完整地保留了明代格局，西门、北门、南门护城河桥犹存，古城墙于1952年被拆毁。现还完整的保存了景风公园明清古建筑群，独特的古街巷，众多的明代古宅和清代民居。西门街古巷通幽，古宅较多，如七曲巷四合天井的何宅，五马坊明代古建张宅、赵藩故居光禄第、原古谯楼下明建武将军府第鲁宅等。

- 千狮山，旧称满贤林，实际上是金华山的背面，两个地方有路相通。从魏晋以来各个朝代风格的石狮和白族民间纹狮组合的狮群，透射出深邃神秘的文化气息。主要景点有延青塔、绝壁题字、碧云坊、摩天柏。

- 寺登街。2001年10月11日，沙溪寺登街被世界纪念性建筑基金会（WMF）入选世界濒危建筑遗产名录。沙溪（寺登街）区域是茶马古道上惟一幸存的集市。有完整的戏院、旅馆、寺庙、寨门，使这个连接西藏和南亚的集市相当完备。寺登街区域不但完事地保留了茶马古道上传统的山乡古集市风貌，还有至今仍在沿袭的鲜活的阿吒力佛教文化、儒家文化和白族民间乡土文化。主要游览点有四方街，兴教寺，三层楼魁阁带戏台，欧阳大院，盐卡路哨等。

- 老君山风景区。老君山有云岭九寨沟之称，是山水相结合的人间仙境，有高山龙潭、杜鹃林和草甸，艾布楼古火山堆，古冰川踪迹，珍稀动植物及老君山本主崇拜，老君庙会等自然景观和人文景观。主要有九十九龙潭，森林公园，蝴蝶谷与玉女峰等景点。

## 特产
- 鱼腥草，草本植物，在多水的土壤环境中养殖，食根茎。常用来拌凉菜，加入酱油、食醋、辣椒粉等调料，因有独特强烈刺激性味道，只有部分的人喜欢吃，不喜欢吃的人则即使少量也无法接受。
- 牛角洋芋（白语：nged gv yap yuib），只产于东山山顶高寒区域，中间粗，两头尖，弯曲成牛角状，横截面可见紫色条纹，煎炒炸煮皆可，淀粉含量高，口感较坝区产洋芋润滑，香甜。由于产量低，当地民众不愿意再种植，再加之交流的日益频繁，品种开始混杂，纯正品种土法栽种的牛角洋芋近年来几乎已经见不到了。
- 松茸，野生菌类的一种，民间叫法为“鸡棕”（白语：geil zvnl），生长条件极为苛刻，所以产量稀少。一般加入鲜瘦肉爆炒，口感嫩滑，菌香浓烈，营养价值丰富。也可晒干，做成“油鸡棕”，常做为面条，米线，饵丝等的调料。
- 地参（白语：genx ze zix），野生草本植物，种植于剑川各地。洗净，蒸后晒干，类似于虫子。过油煎炒，甘甜酥脆，味道可口。
- 龙须菜又称树胡子。长于高大的树木之上，状似胡须。夏天搜集，洗净晒干。食用时用开水浸泡,滤除水份，配上酸醋、酱油、花椒等调料，常作为凉拌菜。
- 荷包豆

### 特色食品
- 烧饵块（白语：sit kuil）：切成片状在炭火上烤制而食，一般辅以豆豉腐乳等。
- 饵丝（白语：sit hex）：饵块的面状形态，同面条一样的做法，由于是米制，口感，味道俱佳于面条，为很多云南人的早点必食之物。
- 豌豆尖汤（白语：det cid jinl）：豌豆苗的尖端，只有一小段时期内是很嫩，可以食用的。味道不同于其他的蔬菜，很独特，鲜嫩。
- 吹肝：腊月里杀完猪之后，将新鲜肝脏吹入空气，令其鼓胀，然后阴干而成，可保存经年，有多种烹调方式，可切成碎块同粥一起熬，有败火的功效。也可切成三角片状，用清水泡开，加入辣椒面，酱油，醋，凉拌而食，亦有清热败火的食疗效果。
- 猪肝乍（白语：deip ganl tvl）：用猪的肠，肚儿切碎混合辣椒面，油，盐，酒腌制而成的拌饭佐菜，蒸饭的时候一起蒸熟食用，有红油渗出，咸辣伴有有肉，酒的混合香味，让人胃口打开，是深受白族人民的喜爱。
- 米灌肠（白语：sit zond）：用糯米作成腊肠。
- 羊乳饼（白语：yond bap），将鲜羊奶煮沸后兑入适量野生奶藤水，凝固包裹纱布挤压成饼状。煎吃浓香扑鼻，蒸吃营养丰富，口感绝佳。
- 黄豆粉（白语：det fvt）：淡黄色，香味较清水粉浓郁。
- 清水粉（白语：qianl xuix fvt）：青白色，半透明。味道较淡，常以3：1（黄3白1）的比例和黄豆粉混合。
- 苏裹梅：做法是用紫苏叶包裹一个无核梅子，加入花椒、蜂蜜、红糖等原料，然后装入陶罐，再放少许白酒，密封贮藏，贮藏多年也不会变质。酸、甜、麻、香、醇五味俱全，有生津健胃的药用功效。